# ISO 4217
L'ISO 4217 és un estàndard internacional que descriu codis de tres lletres per definir els noms de les monedes, establerts per
l'Organització Internacional per a l'Estandardització, coneguda per les sigles en anglès ISO.
Les dues primeres lletres del codi són les dues lletres del codi de països de l'ISO 3166-1 (els quals són molt semblants als que s'utilitzen per a dominis de primer nivell a Internet) i la tercera lletra fa referència a la primera paraula de la mateixa moneda. Així doncs, la moneda del Japó és JPY (JP per Japan i Y de yen). Això elimina el problema causat pels noms de dòlar, franc i lliura, usats en dotzenes de països diferents, tots ells amb valors completament diferents. Igualment, si s'ha produït una revaluació de la moneda, l'última lletra del codi corresponent es canvia per distingir-la de la moneda antiga. En alguns casos, la tercera lletra és la inicial de "nou" en la llengua d'aquell país, per distingir-la de l'antiga moneda que ha estat revaluada; també pot ser que es posi una lletra diferent a la que indica "nou", sobretot en casos en què la moneda ha estat objecte de diverses revaluacions. Exemples de tot això els podem veure en el peso mexicà (MXN) i la lira turca (TRY), en què la darrera N i Y, respectivament, corresponen a l'espanyol nuevo i al turc yeni. Pel que fa als altres canvis, tenim per exemple el ruble rus, que va canviar de RUR a RUB, en què la B prové de la tercera lletra de la paraula "ruble".
També hi ha un codi numèric de tres dígits assignat per a cada moneda, de la mateixa manera que cada estat té un codi de tres dígits en l'estàndard ISO 3166-1.
La norma ISO 4217 també defineix les relacions entre la unitat monetària principal i les seves subdivisions. Sovint aquestes subdivisions són en cèntims o centèsims, tot i que també els dècims o els mil·lèsims són prou habituals. Algunes monedes no tenen subdivisions. En altres casos, la unitat monetària principal té tan poc valor que la moneda fraccionària ja no s'utilitza (per exemple el sen japonès, el cèntim del ien). Mauritània no fa servir una subdivisió decimal, ja que 1 ouguiya són 5 khoums, i Madagascar té l'ariary, que equival a 5 iraimbilanja.
L'ISO 4217 inclou codis no només per a les monedes, sinó també per als metalls preciosos (or, plata, pal·ladi i platí; normalment mesurats en unces) i per a algunes altres entitats usades en les finances internacionals, com per exemple els "drets especials de gir". També hi ha codis utilitzats com a prova (XTS) i per indicar l'absència de transaccions monetàries (XXX). Tots aquests codis comencen amb la lletra "X". Els metalls preciosos usen "X" més el símbol químic del metall; la plata, per exemple, és XAG. Com que l'ISO 3166-1 no assigna mai codis de països que comencin amb "X", l'ISO 4217 pot fer servir els codis començats amb "X" per a monedes no específiques d'un país determinat sense risc de coincidir amb futurs codis de país.
Les monedes supranacionals, com el dòlar del Carib oriental, el franc CFP, el franc CFA de l'Àfrica Central i el franc CFA de l'Àfrica Occidental, també es representen amb codis que comencen amb "X". Amb tot, però, l'euro es representa amb el codi EUR; encara que EU no sigui un codi nacional ISO 3166-1, igualment s'ha fet servir, i per això s'ha hagut d'afegir EU als codis reservats de l'ISO 3166-1 per representar la Unió Europea. El precedent de l'euro, la Unitat Monetària Europea o ecu, tenia el codi XEU.
Amb el pas del temps, es van creant noves monedes i se'n deixen d'utilitzar d'altres. Com a resultat, la llista dels codis s'ha d'actualitzar de tant de tant. L'agència de manutenció (MA) de l'ISO 4217, la British Standards Institution, és la responsable de gestionar la llista dels codis.

## Codis actuals
| Índex A B C D E F G H I J K L M N O P Q R S T U V W X Y Z |

### A
- AED Dírham dels Emirats Àrabs Units
- AFN Afgani de l'Afganistan
- ALL Lek albanès
- AMD Dram armeni
- ANG Florí de les Antilles Neerlandeses
- AOA Kwanza angolès
- ARS Peso argentí
- AUD Dòlar australià
- AWG Florí d'Aruba
- AZN Manat azerbaidjanès

### B
- BAM Marc convertible de Bòsnia i Hercegovina
- BBD Dòlar de Barbados
- BDT Taka de Bangladesh
- BGN Lev búlgar
- BHD Dinar de Bahrain
- BIF Franc de Burundi
- BMD Dòlar de les Bermudes
- BND Dòlar de Brunei
- BOB Boliviano de Bolívia
- BOV Mvdol bolivià (usat com a valor d'inversió)
- BRL Real brasiler
- BSD Dòlar de les Bahames
- BTN Ngultrum bhutanès
- BWP Pula de Botswana
- BYR Ruble belarús
- BZD Dòlar de Belize

### C
- CAD Dòlar canadenc
- CDF Franc congolès
- CHE Euro WIR suís (moneda complementària)
- CHF Franc suís
- CHW Franc WIR suís (moneda complementària)
- CLF Unidad de fomento xilena (usada com a valor d'inversió)
- CLP Peso xilè
- CNY Renminbi (o iuan) de la República Popular de la Xina
- COP Peso colombià
- COU Unidad de valor real colombiana (afegida al COP)
- CRC Colón costa-riqueny
- CUP Peso cubà (encara en ús)
- CVE Escut de Cap Verd
- CZK Corona txeca (Koruna)

### D
- DJF Franc de Djibouti
- DKK Corona danesa (Krone)
- DOP Peso dominicà
- DZD Dinar algerià

### E
- EGP Lliura egípcia
- ERN Nakfa eritrea
- ETB Birr etíop
- EUR Euro de la zona euro
- ESP Pesseta d'Espanya (abans de l'euro)

### F
- FJD Dòlar fijià
- FKP Lliura de les Malvines

### G
- GBP Lliura esterlina del Regne Unit
- GEL Lari georgià
- GHS Cedi ghanès
- GIP Lliura de Gibraltar
- GMD Dalasi gambià
- GNF Franc guineà
- GTQ Quetzal guatemalenc
- GYD Dòlar de Guyana

### H
- HKD Dòlar de Hong Kong
- HNL Lempira hondurenya
- HTG Gourde haitià
- HUF Fòrint hongarès

### I
- IDR Rupia indonèsia (Rupiah)
- ILS Nou xéquel israelià
- INR Rupia índia
- IQD Dinar iraquià
- IRR Rial iranià
- ISK Corona islandesa (Krona)

### J
- JMD Dòlar jamaicà
- JOD Dinar jordà
- JPY Ien japonès

### K
- KES Xíling kenyà
- KGS Som kirguís
- KHR Riel cambodjà
- KMF Franc de les Comores
- KPW Won nord-coreà
- KRW Won sud-coreà
- KWD Dinar kuwaitià
- KYD Dòlar de les illes Caiman
- KZT Tenge kazakh

### L
- LAK Kip laosià
- LBP Lliura libanesa
- LKR Rupia de Sri Lanka
- LRD Dòlar liberià
- LSL Loti de Lesotho
- LYD Dinar libi

### M
- MAD Dírham marroquí
- MDL Leu moldau
- MGA Ariary malgaix
- MKD Denar macedoni
- MMK Kyat birmà
- MNT Tögrög mongol
- MOP Pataca de Macau
- MRO Ouguiya maurità
- MUR Rupia de Maurici
- MVR Rupia de les Maldives (Rufiyaa)
- MWK Kwacha malawià
- MXN Peso mexicà
- MXV Unidad de inversión mexicana (o UDI) (usada com a valor d'inversió)
- MYR Ringgit malaisi
- MZN Metical moçambiquès

### N
- NAD Dòlar namibià
- NGN Naira nigeriana
- NIO Córdoba nicaragüenca
- NOK Corona noruega (Krone)
- NPR Rupia nepalesa
- NZD Dòlar neozelandès

### O
- OMR Rial omanita

### P
- PAB Balboa panamenya
- PEN Nuevo sol peruà
- PGK Kina de Papua Nova Guinea
- PHP Peso filipí
- PKR Rupia pakistanesa
- PLN Złoty polonès
- PYG Guaraní paraguaià

### Q
- QAR Riyal de Qatar

### R
- RON Leu romanès
- RSD Dinar serbi
- RUB Ruble rus
- RWF Franc ruandès

### S
- SAR Riyal saudita
- SBD Dòlar de Salomó
- SCR Rupia de les Seychelles
- SDG Lliura sudanesa
- SEK Corona sueca (Krona)
- SGD Dòlar de Singapur
- SHP Lliura de Santa Helena
- SLL Leone de Sierra Leone
- SOS Xíling somali
- SRD Dòlar de Surinam
- SSP Lliura sud-sudanesa
- STD Dobra de São Tomé i Príncipe
- SYP Lliura síria
- SZL Lilangeni de Swazilàndia

### T
- THB Baht tailandès
- TJS Somoni tadjik
- TMT Manat turcman
- TND Dinar tunisià
- TOP Pa‘anga tongalès
- TRY Lira turca
- TTD Dòlar de Trinitat i Tobago
- TWD Nou dòlar de Taiwan
- TZS Xíling tanzà

### U
- UAH Hrívnia ucraïnesa
- UGX Xíling ugandès
- USD Dòlar dels Estats Units
- USN Dòlar dels Estats Units Next day (per a l'endemà) (usat com a valor d'inversió)
- USS Dòlar dels Estats Units Same day (per al mateix dia) (usat com a valor d'inversió)
- UYI Peso uruguaià en unidades indexadas
- UYU Peso uruguaià
- UZS Som uzbek

### V
- VES Bolívar sobirà veneçolà
- VND Dong vietnamita
- VUV Vatu de Vanuatu

### W
- WST Tala samoà

### X
- XAF Franc CFA de l'Àfrica Central
- XAG Unça de plata
- XAU Unça d'or
- XBA Unitat compensatòria europea (EURCO) (unitat per al mercat d'obligacions)
- XBB Unitat monetària europea (EMU-6) (unitat per al mercat d'obligacions)
- XBC Unitat de compte europea 9 (EUA-9) (unitat per al mercat d'obligacions)
- XBD Unitat de compte europea 17 (EUA-17) (unitat per al mercat d'obligacions)
- XCD Dòlar del Carib Oriental
- XDR Drets especials de gir (del Fons Monetari Internacional)
- XFU Franc UIC (divisa especial)
- XOF Franc CFA de l'Àfrica Occidental
- XPD Unça de pal·ladi
- XPF Franc CFP (per als territoris francesos del Pacífic)
- XPT Unça de platí
- XTS Codi reservat per a proves
- XXX Sense moneda, sense transacció monetària

### Y
- YER Rial iemenita

### Z
- ZAR Rand sud-africà
- ZMW Kwacha zambià
- ZWR Dòlar zimbabwès

## Sense codi
Hi ha territoris que no segueixen la norma ISO 4217 perquè les seves unitats monetàries no són ben bé monedes independents, sinó variants d'altres monedes. Són les següents:
- Corona feroesa (equivalent a la corona danesa)
- Lliura de Guernsey (equivalent a la lliura esterlina)
- Lliura de Jersey (equivalent a la lliura esterlina)
- Lliura de l'illa de Man (equivalent a la lliura esterlina)
- Dòlar de les illes Cook (equivalent al dòlar neozelandès)
- Dòlar de Tuvalu (equivalent al dòlar australià)

Els següents no són codis ISO, tot i que sovint són usats comercialment:
- GGP Lliura de Guernsey
- JEP Lliura de Jersey
- IMP Lliura de l'illa de Man
- TVD Dòlar de Tuvalu

## Codis obsolets

### Substituïts per l'euro(EUR)
- ADF Franc andorrà
- ADP Pesseta andorrana
- ATS Xíling austríac
- BEF Franc belga
- CYP Lliura xipriota
- DEM Marc alemany (Deutsche Mark)
- EEK Corona estoniana (Kroon)
- ESP Pesseta espanyola
- FIM Marc finlandès (Markka)
- FRF Franc francès
- GRD Dracma grega
- HRK Kuna
- IEP Lliura irlandesa
- ITL Lira italiana
- LTL Litas lituà
- LUF Franc luxemburguès
- LVL Lats letó
- MCF Franc monegasc
- MTL Lira maltesa
- NLG Florí neerlandès
- PTE Escut portuguès
- SIT Tolar eslovè
- SKK Corona eslovaca
- SML Lira de San Marino
- VAL Lira vaticana
- XEU Ecu (Unitat Monetària Europea)

### Altres
- AFA Afgani (substituït per l'AFN)
- ALK Lek albanès (substituït per l'ALL)
- AON Nou kwanza angolès (substituït per l'AOR)
- AOR Kwanza angolès reajustat (substituït per l'AOA)
- ARA Austral (substituït per l'ARS)
- ARL Peso argentí peso ley (substituït per l'ARP)
- ARM Peso argentí moneda nacional (substituït per l'ARL)
- ARP Peso argentí (substituït per l'ARA)
- AZM Manat azerbaidjanès (substituït per l'AZN)
- BEC Franc belga (convertible)
- BEL Franc belga (financer)
- BGJ Lev búlgar A/52 (substituït pel BGK)
- BGK Lev búlgar A/62 (substituït pel BGL)
- BGL Lev búlgar A/99 (substituït pel BGN)
- BOP Peso bolivià (substituït pel BOB)
- BRB Cruzeiro brasiler (substituït pel BRC)
- BRC Cruzado brasiler (substituït pel BRN)
- BRE Cruzeiro brasiler (substituït pel BRR)
- BRN Nou cruzado brasiler (substituït pel BRE)
- BRR Cruzeiro real brasiler (substituït pel BRL)
- BRZ Cruzeiro brasiler (substituït pel BRB)
- CFP Change Franc Pacifique (substituït per l'XPF)
- CNX Dòlar del Banc Popular Xinès (substituït pel CNY)
- CSD Dinar serbi (substituït per l'RSD)
- CSJ Corona txecoslovaca (Koruna) A/53 (substituïda pel CSK)
- CSK Corona txecoslovaca (Koruna) (substituïda pel CZK i l'SKK)
- CUC Peso convertible cubà (substituït per l'CUP)
- DDM Marc de l'RDA (República Democràtica Alemanya) (substituït pel DEM)
- ECS Sucre equatorià (substituït per l'USD)
- ECV Unidad de valor constante equatoriana (usada com a valor d'inversió) (discontínua)
- EQE Ekwele de Guinea Equatorial (substituït pel XAF)
- ESA Pesseta espanyola (compte A) (substituïda per l'ESP)
- ESB Pesseta espanyola (compte B) (substituïda per l'ESP)
- GHC Cedi ghanès (substituït pel GHS)
- GNE Syli guineà (substituït pel XOF)
- GWP Peso de Guinea Bissau (substituït pel XOF)
- ILP Lliura israeliana (substituïda per l'ILR)
- ILR Xéquel israelià (substituït per l'ILS)
- ISJ Corona islandesa (Krona) (substituïda per l'ISK)
- LAJ Kip laosià del Pathet Lao (substituït pel LAK)
- MAF Franc de Mali (substituït pel XOF)
- MGF Franc malgaix (substituït per l'MGA)
- MKN Denar macedoni A/93 (substituït per l'MKD)
- MVQ Rupia de les Maldives (Rufiyaa) (substituïda per l'MVR)
- MXP Peso mexicà (substituït per l'MXN)
- MZM Metical moçambiquès (substituït per l'MZN)
- PEH Sol peruà (substituït pel PEI)
- PEI Inti peruà (substituït pel PEN)
- PLZ Złoty polonès A/94 (substituït pel PLN)
- ROK Leu romanès A/52 (substituït pel ROL)
- ROL Leu romanès A/05 (substituït pel RON)
- RUR Ruble rus A/97 (substituït pel RUB)
- SDD Dinar sudanès (substituït per l'SDG)
- SRG Florí de Surinam (substituït per l'SRD)
- SUR Ruble soviètic (substituït pel RUB)
- SVC Colón salvadorenc (substituït per l'USD)
- TJR Ruble tadjik (substituït pel TJS)
- TMM Manat turcman (substituït pel TMT)
- TPE Escut de Timor (substituït per l'IDR)
- TRL Lira turca A/05 (substituïda pel TRY)
- UAK Karbóvanets ucraïnès (substituït per l'UAH)
- UGS Xíling ugandès (substituït per l'UGX)
- UYN Peso uruguaià (substituït per l'UYU)
- VEB Bolívar veneçolà (substituït pel VEF)
- VEF Bolívar fort veneçolà (substituït pel VES)
- VNC Dong vietnamita (substituït pel VND)
- XFO Franc or (divisa especial) (substituït per l'XDR)
- YDD Dinar del Iemen del Sud (substituït pel YER)
- YUD Nou dinar iugoslau (substituït pel CSD)
- YUM Dinar iugoslau (substituït pel CSD)
- ZAL Rand financer sud-africà (usat com a valor d'inversió) (discontinu)
- ZRN Nou zaire (substituït pel CDF)
- ZRZ Zaire (substituït pel ZRN)
- ZWC Dòlar zimbabwès (substituït pel ZWD)
- ZWD Dòlar zimbabwès (substituït pel ZWN)
- ZWN Dòlar zimbabwès (substituït pel ZWR)
- ZWR Dòlar zimbabwès (substituït pel ZWL)